# Steffen Yeates
Steffen Yeates (Toronto, 4 gennaio 2000) è un calciatore canadese naturalizzato trinidadiano, centrocampista dello York Utd.

## Caratteristiche tecniche
È un centrocampista centrale.

## Carriera

### Nazionale
Nel 2018 ha preso parte con la nazionale canadese Under-20 al campionato nordamericano di calcio Under-20.
Il 20 marzo 2025 realizza la sua prima rete con la nazionale di Trinidad e Tobago nel successo per 1-2 in casa di Cuba.